# Копальня Кейп-Флаттерлі
Копальня Кейп-Флаттерлі – гірничодобувний майданчик на північному сході Австралії.
Копальня, що почала роботу в 1967 році, здійснює розробку дюн з кварцитового піску високої якості. Розробка ведеться відкритим способом, при цьому спершу використовували земснаряд, а з 1987-го перейшли на сухе вилучення матеріалу. Видобутий пісок проходить підготовку для видалення важких мінералів та інших небажаних компонентів, що дозволяє отримувати товарний продукт з вмістом кремнезему 99,82 %, який гарно пасує для потреб скляної промисловості (включно з виготовленням сонячних панелей). Також клієнтами є ливарні та хімічні виробництва (станом на 1993 рік на них припадало 30% та 10% поставок відповідно). 
Накопичений видобуток за 1968—1993 роки становив 14,8 млн тонн, при цьому лише в 1992/1993 фінансовому році відправили 1,8 млн тонн. У середині 2000-х видобували 1,65—1,8 млн тонн на рік, а станом на початок 2020-х мова йшла вже про 3 млн тонн. 
На першому етапі продукцію завантажували на баржі, які виходили в море для передачі вантажу на великі судна. У 1980-х облаштували портовий комплекс, причал якого винесений у море на чотири сотні метрів. Він може приймати судна класу Панамакс ємністю 70 тисяч тонн та провадить завантаження з продуктивністю 20 тисяч тонн на добу.
В 2014-му копальня зазнала суттєвих пошкоджень унаслідок проходження циклону Іта, проте була відновлена.
Проект реалізували через компанію Cape Flattery Silica Sand Mines Limited, яку в 1977-му придбала корпорація Mitsubishi. Можливо відзначити, що японський ринок був базовим для копальні з самого початку її діяльності, при цьому станом на початок 1990-х поставки також здійснювались до Південної Кореї, Тайваню та Філіппін.